# Hereheretue
Hereheretue (nome derivante da "etuentue-dentos", "dente" nella lingua antica delle Tuamotu) un atollo appartenente all'arcipelago delle Isole Tuamotu nella Polinesia francese.
È l'atollo più settentrionale delle Isole del Duca di Gloucester (Îles du Duc de Gloucester), un sottogruppo dell'arcipelago delle Isole Tuamotu. L'atollo più vicino è quello di Anuanuraro, che si trova a circa 150 km di distanza.
Hereheretue ha una forma trapezoidale. La sua laguna è molto profonda e ha una superficie di 29 km². L'ampia barriera corallina racchiude completamente la laguna, e non vi è alcun passaggio navigabile per accedervi.
Hereheretue è l'unico atollo abitato permanentemente nel gruppo delle Isole del Duca di Gloucester. Possedeva una popolazione di 57 abitanti al censimento del 2002.